# 宇目小国林道
緑資源幹線林道 宇目小国林道（こうだんかんせんりんどう　うめおぐにりんどう）は、大分県南部の山間部にある林道。 通称、宇目小国林道（うめおぐにりんどう）と呼ばれ、森林整備センターによって維持・管理されている。かつては森林整備センターの前身である緑資源機構によって管理されていた。

## 概要
宮崎県との県境を縫って進むが全線大分県内を通る。（ただし、竹田市荻の沿線は熊本県との県境。）
起点付近は熊本県阿蘇郡高森町との県境を避けるように急カーブや落石や土砂崩れがあり、整備されていない悪路が存在する。そのため2車線に整備されつつある。白水の滝と大野川付近からは全線2車線で、乗用車同士の離合で困ることは全く無い。祖母山や傾山や大崩山の尾根へ向かってカーブが続く。
道路は荻・竹田区間、緒方・竹田区間、清川・緒方区間、宇目・三重区間、南田原区間、宇目区間の6つの区間に分けられており、国道10号につながる宇目区間は工事中である。

### 路線データ
- 設計幅員: 6.50m
- 陸上距離：78.3km
- 起点：大分県竹田市荻町宮平
- 終点：大分県佐伯市宇目重岡 （国道10号交点）

## 通過市町村
- 大分県
  - 竹田市
  - 豊後大野市
  - 佐伯市

## 接続道路
- 大分県道・熊本県道・宮崎県道8号竹田五ヶ瀬線
- 大分県道639号神原玉来線
- 大分県道・宮崎県道7号緒方高千穂線 （奥嶽大橋を渡る）
- 大分県道688号中津留轟牧口停車場線
- 大分県道45号宇目清川線
- 国道326号
- 国道10号（予定）

## 主な構造物
- 新百木トンネル
- 美女ヶ岳トンネル
- 堀切トンネル
- 大石トンネル
- 奥嶽橋